# 喜互惠公開賽
喜互惠公開賽（Safeway Open）是美國高爾夫球PGA巡迴賽的一項賽事，開始於2007年，當時的名稱是Fry's Electronics Open，在亞利桑那州舉行。2010年，改在加利福尼亞州舉行。
2016年之後獲喜互惠冠名贊助，賽事改名為喜互惠公開賽(Safeway Open)。

## 外部連結
- 官方网站
- Coverage on the PGA Tour's official site（页面存档备份，存于）

38°20′56″N 122°15′50″W / 38.349°N 122.264°W